# KKS 1925 Kalisz
Kaliski Klub Sportowy 1925 Kalisz – polski klub sportowy, założony w 2005, kontynuujący tradycje KKS Kalisz, utworzonego w 1925.

## Historia klubu
Jesienią 2005 grupa działaczy sportowych zdecydowała się na powołanie w Kaliszu nowego klubu sportowego, który jednak miał kontynuować tradycje KKS-u.
W sezonie 2006/2007 KKS Włókniarz 1925 Kalisz rozpoczął rozgrywki w klasie B piłki nożnej okręgu kaliskiego. Po rozegraniu jednego sezonu na siódmym poziomie rozgrywkowym klub awansował do klasy A. W sezonie 2007/2008 zespół zajął pierwsze miejsce w klasie A, w związku z czym awansował do klasy okręgowej. W sezonach 2008/2009–2011/2012 klub rozgrywał mecze w klasie okręgowej. W sezonie 2010/2011 zespół wziął udział w barażach o udział w IV lidze. Sezon później klub zajął pierwsze miejsce w klasie okręgowej i awansował do IV ligi. W sezonach 2012/2013–2014/2015 klub rozgrywał mecze w IV lidze. W sezonie 2014/2015 zespół zajął pierwsze miejsce w IV lidze i awansował do III ligi. W tym samym sezonie klub zdobył Puchar Polski na szczeblu OZPN Kalisz i Wielkopolskiego Związku Piłki Nożnej. W sezonie 2015/2016 klub zdobył Puchar Polski na szczeblach: OZPN Kalisz i Wielkopolskiego Związku Piłki Nożnej. Klub odpadł z Pucharu Polski po pierwszym meczu z Wisłą Puławy. W sezonie 2016/2017 klub odpadł z Pucharu Polski po meczu z Pogonią Szczecin. W sezonie 2018/2019 zespół zdobył Puchar Polski na szczeblu OZPN Kalisz. W sezonie 2019/2020 klub awansował do II ligi.
W sezonie 2022/2023 KKS 1925 zanotował swój najlepszy występ w Pucharze Polski, dochodząc do półfinału, w którym 4 kwietnia 2023 odpadł z późniejszym zwycięzcą turnieju Legią Warszawa (0:1 w Kaliszu). We wcześniejszych fazach rozgrywek klub stoczył zwycięskie pojedynki z Wigrami Suwałki, Widzewem Łódź, Olimpią Elbląg, Górnikiem Zabrze i Śląskiem Wrocław.
Począwszy od 2025 klub posługuje się nowym logo, nawiązującym do tradycyjnego herbu.

### Sezon po sezonie
| Sezon     | Liga                                 | Poziom ligowy | Pozycja w tabeli | Uwagi                      |
| --------- | ------------------------------------ | ------------- | ---------------- | -------------------------- |
| 2006/2007 | klasa B, gr. Kalisz II               | VII           | 2/14             | [ a ]                      |
| 2007/2008 | klasa A, gr. Kalisz I                | VI            | 1/14             | [ b ]                      |
| 2008/2009 | klasa okręgowa, gr. Kalisz           | VI            | 3/16             |                            |
| 2009/2010 | klasa okręgowa, gr. Kalisz           | VI            | 8/16             |                            |
| 2010/2011 | klasa okręgowa, gr. Kalisz           | VI            | 2/16             | porażka w barażach o awans |
| 2011/2012 | klasa okręgowa, gr. Kalisz           | VI            | 1/16             | awans                      |
| 2012/2013 | IV liga, gr. wielkopolska południowa | V             | 7/16             |                            |
| 2013/2014 | IV liga, gr. wielkopolska południowa | V             | 6/16             |                            |
| 2014/2015 | IV liga, gr. wielkopolska południowa | V             | 1/16             | awans                      |
| 2015/2016 | III liga, gr. II                     | IV            | 8/16             |                            |
| 2016/2017 | III liga, gr. II                     | IV            | 8/18             |                            |
| 2017/2018 | III liga, gr. II                     | IV            | 5/18             |                            |
| 2018/2019 | III liga, gr. II                     | IV            | 2/18             |                            |
| 2019/2020 | III liga, gr. II                     | IV            | 1/18             | ; awans                    |
| 2020/2021 | II liga                              | III           | 5/19             | porażka w barażach o awans |
| 2021/2022 | II liga                              | III           | 13/18            |                            |
| 2022/2023 | II liga                              | III           | 7/18             |                            |
| 2023/2024 | II liga                              | III           | 3/18             | porażka w barażach o awans |
| 2024/2025 | II liga                              | III           | 6/18             | porażka w barażach o awans |
| 2025/2026 | II liga                              | III           |                  |                            |

Źródło: 90minut.pl

## Sukcesy
- Baraże o awans do I ligi: 2020/2021[22], 2023/2024[23], 2024/2025
- 3. miejsce w II lidze: 2023/2024
- 5. miejsce w II lidze: 2020/2021[24]
- 6. miejsce w II lidze: 2024/2025
- Puchar Polski:
  - 1/2 Pucharu Polski: 2022/2023
- Puchar Polski na szczeblu WZPN
  - 2014/2015[10], 2015/2016[11]

## Stadion

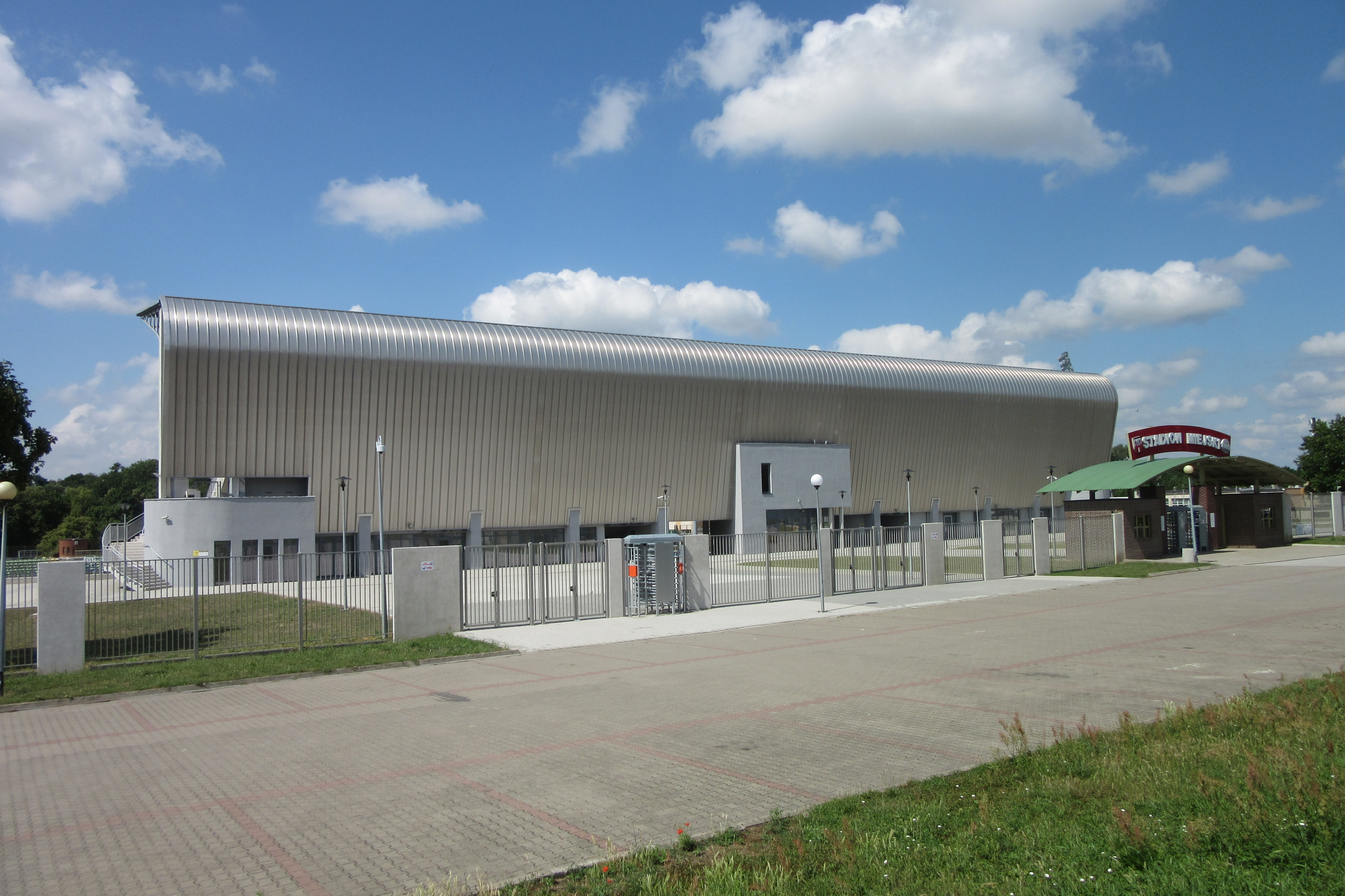
Stadion Miejski w Kaliszu

KKS Kalisz rozgrywa swoje spotkania na Stadionie Miejskim przy ul. Łódzkiej 19-29. 10 marca 2018 nastąpiło otwarcie zmodernizowanego stadionu, na którym swoje mecze rozgrywają „Trójkolorowi”. Pojemność obiektu wynosi 8166 miejsc. 

## Rezerwy
W sezonie 2020/2021 do IV ligi, gr. wielkopolskiej zgłoszone zostały rezerwy KKS-u 1925 Kalisz. W premierowym sezonie zespół zajął 6. miejsce w lidze i dotarł do 1/8 Pucharu Polski na szczeblu wojewódzkim. Następny sezon KKS 1925 II Kalisz zakończył na 16. miejscu i po barażach spadł z ligi. W sezonie 2022/2023 drużyna rezerw występowała w V lidze, gr. wielkopolskiej III, w której zajęła 3. miejsce.